# Bernardino Camilo Cincinato da Costa
Bernardino Camilo Cincinato da Costa (Margão, Salsete (Goa), 5 de agosto de 1866 — Lisboa, 22 de janeiro de 1930) foi um agrónomo e professor português.

## Biografia
Concluiu os cursos de engenheiro agrónomo e de médico veterinário no Instituto de Agronomia e Veterinária (instituição antecessora do atual Instituto Superior de Agronomia); lá, foi lente catedrático desde 1887, e chegou à regência da cadeira de Tecnologia Agrícola.
Foi diretor da Companhia das Lezírias, Sócio da Academia das Ciências de Lisboa (1891) e diretor da Real Associação Central de Agricultura Portuguesa. Foi ainda eleito deputado às Cortes em 1895, mas renunciou ao cargo meses mais tarde.
Participou no Congresso Pedagógico Luso-Hispano-Americano de Madrid em 1892, foi comissário à Exposição Universal de Paris em 1900 e nos Congressos de Agricultura e Viticultura. Foi delegado do Governo Português no Instituto Internacional de Agricultura de Roma, sendo agraciado com uma comenda pela Coroa de Itália.
Publicou diversas obras, nomeadamente: Breve Notícia sobre o Ensino da Agricultura em Portugal (1892), O Portugal Vinícola: Estudos sobre a Ampelografia e o Valor Enológico das Principais Castas de Videiras de Portugal (1900), Le Portugal au point de vue agricole (co-direcção com D. Luís de Castro, 1900), As Lezírias do Tejo e Sado e o Problema Agrário Nacional (1912), e A Organização do Ministério da Agricultura e o Problema Agrário Nacional (1918).
Casou em Nogueira, na Lousada, com D. Emília Cabral de Noronha e Meneses, da Casa da Bouça. Bernardino Cincinato da Costa era filho de Bernardo Francisco Henriques da Costa e, portanto, irmão do obstetra Dr. Alfredo da Costa. Era também pai de Luís Cincinato Cabral da Costa.